# Loop (łyżwiarstwo figurowe)
Loop, rittberger – skok wykonywany w łyżwiarstwie figurowym w konkurencjach jazdy indywidualnej (soliści, solistki) oraz par sportowych. Należy do grupy skoków krawędziowych (ang. edge jumps), czyli oddawanych poprzez odbicie z krawędzi łyżwy figurowej.
Skok rozpoczyna się z najazdu tyłem, jedna noga przed drugą, z zewnętrznej krawędzi, po czym ląduje się na tej samej zewnętrznej krawędzi. Jego eponimiczna nazwa (używana głównie w Europie) pochodzi od nazwiska pomysłodawcy, niemieckiego łyżwiarza figurowego Wernera Rittbergera.
Jako odmianę tego skoku wymienia się eulera, w którym zawodnik wyskakuje jak do loopa i ląduje na wewnętrznej krawędzi lewej nogi (inaczej niż w większości skoków). 